# Contravvenzione
La contravvenzione, nel diritto penale di vari ordinamenti di civil law, è un reato appartenente alla categoria di minore gravità, tra le due o tre nelle quali si dividono i reati.
In certi ordinamenti (ad esempio, in Italia e Spagna) le contravvenzioni si contrappongono ai delitti, in altri (ad esempio, in Francia, Svizzera e Belgio) a delitti e crimini.

## Storia e classificazione
La classificazione tripartita dei reati in crimini, delitti e contravvenzioni risale alle codificazioni napoleoniche e, più precisamente, al Code d'instruction criminelle del 1808 e al Code penal del 1810; è stata poi adottata da molti altri ordinamenti di civil law, tra i quali quello italiano con il codice penale del 1865.
Il criterio di classificazione è basato sulla pena: le pene vengono distinte in criminali, correzionali e di polizia e i reati puniti con le medesime vengono classificati rispettivamente come crimini, delitti e contravvenzioni. In seguito, però, taluni ordinamenti hanno eliminato la categoria delle contravvenzioni (così in Germania, dove, a seguito delle riforme del 1974-1975, sono state trasformate in illeciti amministrativi).
Simili alla contrapposizione tra delitto e contravvenzione sono nei paesi di common law quella tradizionale tra felony e misdemeanor, ancora usata in vari ordinamenti soprattutto negli Stati Uniti, e quelle che altrove l'hanno sostituita (ad esempio, tra indictable offence e summary offence, adottata da Regno Unito, Canada, Australia e altri paesi del Commonwealth delle nazioni).

## Ordinamento italiano
Nel vigente Codice penale italiano, come già nel codice Codice Zanardelli del 1889, i reati sono distinti in delitti e contravvenzioni. Il criterio distintivo è di carattere prettamente formale, essendo basato sulla pena prevista. Stabilisce, infatti, l'art. 39 c.p. che "i reati si distinguono in delitti e contravvenzioni, secondo la diversa specie delle pene per essi rispettivamente stabilite da questo codice", mentre l'art. 17 c.p. precisa che pene per i delitti sono l'ergastolo, la reclusione e la multa (alle quali, nel testo originario, si aggiungeva la pena di morte), mentre pene per le contravvenzioni sono l'arresto e l'ammenda.

### Distinzione dai delitti
Anche se dottrina e giurisprudenza hanno variamente cercato un discrimine tra delitti e contravvenzioni, finora il criterio formale appare l'unico in grado di distinguerli. Un vero e proprio criterio sostanziale di distinzione non viene fornito nemmeno dalla circolare della Presidenza del Consiglio dei ministri del 5 febbraio 1986 che, nell'indicare criteri orientativi per la scelta tra delitti e contravvenzioni in sede di redazione dei testi legislativi, raccomanda di ascrivere alle seconde le fattispecie di carattere preventivo-cautelare e quelle concernenti la disciplina di attività sottoposte a un potere amministrativo.
In linea di massima, i delitti sono considerati più gravi e sono puniti più severamente delle contravvenzioni, ma non mancano casi di delitti che paiono meno gravi e sono, in effetti, puniti meno severamente di certe contravvenzioni.

### Disciplina specifica
Come detto, il codice penale stabilisce diverse pene per delitti e contravvenzioni, anche se, talvolta, la differenza è più nominale che di sostanza (si pensi alla multa e all'ammenda). Oltre alla pena detentiva (arresto) e pecuniaria (ammenda) possono essere previste per le contravvenzioni specifiche pene accessorie (art. 19 c.p.):
- la sospensione dall'esercizio di una professione o di un'arte, ai sensi dell'art. 35 c.p.;
- la sospensione dagli uffici direttivi delle persone giuridiche e delle imprese, ai sensi dell'art. 35-bis c.p.

La distinzione tra delitti e contravvenzioni ha anche altre conseguenze di rilievo, poiché varie sono le disposizioni di parte generale del codice penale che li trattano diversamente. Si possono ricordare le seguenti differenze:
- mentre, di regola, nel delitto si risponde solo per dolo ai sensi dell'art. 42, comma 2 c.p., il comma 4 dello stesso articolo dispone che "nelle contravvenzioni ciascuno risponde della propria azione od omissione cosciente e volontaria, sia essa dolosa o colposa".[1] Peraltro, l'ultimo comma dell'art. 43 c.p. stabilisce che la distinzione tra reato doloso e colposo vale anche per le contravvenzioni ogniqualvolta la legge penale faccia dipendere da tale distinzione un qualsiasi effetto giuridico;
- non è configurabile il tentativo per le contravvenzioni, sicché la disciplina nell'art. 56 c.p. riguarda solo i delitti;
- le contravvenzioni possono essere estinte prima del giudizio mediante oblazione, prevista dagli articoli 162 e 162-bis c.p., non applicabili ai delitti;
- i termini per la prescrizione, previsti dall'art. 157 c.p., sono più brevi per le contravvenzioni rispetto ai delitti;
- l'istituto della recidiva, disciplinato dall'art. 99 c.p., non trova applicazione per le contravvenzioni.

## "Contravvenzioni" stradali
Nel linguaggio corrente vengono denominate comunemente, ma erroneamente dal punto di vista giuridico, contravvenzioni le infrazioni al Codice della strada o ad altre varie norme che non rientrano nell'ambito del diritto penale; è anche in uso l'espressione elevare una contravvenzione nel senso di contestare una di queste infrazioni da parte del competente pubblico ufficiale. In realtà, si tratta quasi sempre di un uso improprio perché nel vigente Codice della strada la maggior parte di tali infrazioni non sono contravvenzioni ma illeciti amministrativi sanzionati dalla pubblica amministrazione - e non dall'Autorità giudiziaria - con una sanzione pecuniaria amministrativa (anche essa impropriamente definita "multa", mentre il suddetto termine in ambito giuridico identifica strettamente la pena pecuniaria prevista per i delitti). Fanno eccezione alcune fattispecie come le ipotesi più gravi di guida in stato di ebbrezza alcolica o di guida sotto l'effetto di stupefacenti, comprese nel Codice della strada come contravvenzioni nel senso proprio del termine, dunque reati la cui punizione è demandata all'Autorità giudiziaria al termine di un procedimento penale.